# Parablennius gattorugine

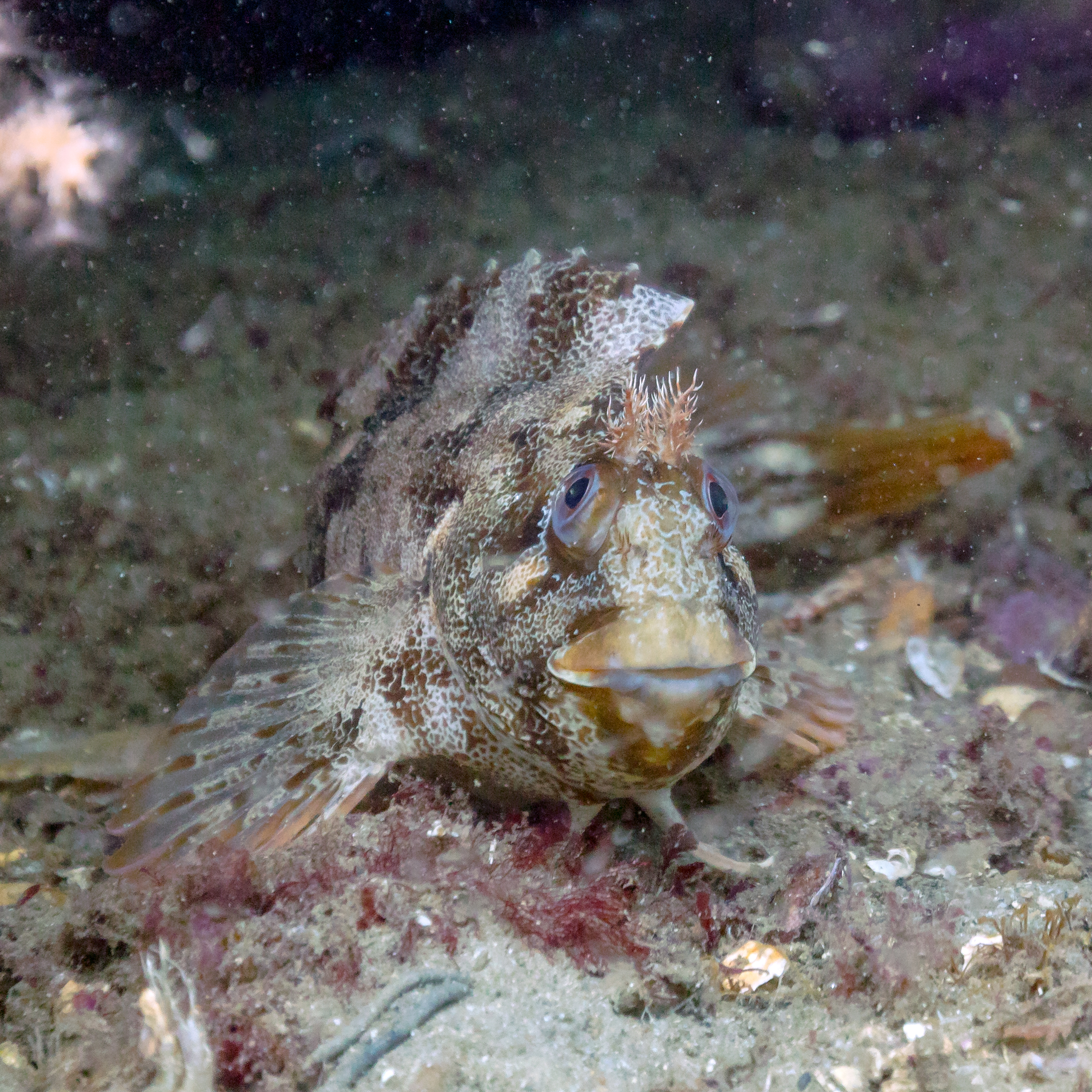
Detalle de la cabeza.

La cabruza, en algunos sitios llamada rabosa, y conocida como vieja en las costas de la provincia de Málaga, es la especie Parablennius gattorugine, un pez marino de la familia de los blénidos.

## Hábitat natural
Se distribuye por la costa noreste del océano Atlántico, desde el sur de Francia hasta Marruecos, así como por prácticamente todo el mar Mediterráneo, el mar de Mármara y el mar Negro. Muy común en las islas Baleares.
Su población es común y estable en las zonas por las que se distribuye, por lo que su conservación se considera "de preocupación menor".

## Morfología
Con la forma característica de los blénidos y coloración críptica, que durante el desove se vuelve para los machos de un color chocolate, la longitud máxima descrita parece ser de 17'5 cm, aunque se ha descrito una captura de 30 cm. Tiene tentáculos en aberturas nasales y por encima de los ojos; no hay dientes caninos en la mandíbula superior.

## Comportamiento
Los adultos prefieren los arrecifes rocosos, donde los machos son demersales territoriales no migradores, a una profundidad entre 3 y 32 metros.
Se reproducen en primavera, cuando cada macho guarda y defiende el escondite donde varias hembras han depositado sus huevos, teniendo el macho cuidado de los huevos que permacen pegados con un filamento adhesivo hasta que eclosionan y se transforman en larvas planctónicas.

## Utilización
Tiene escaso interés comercial, aunque puede ser usado en acuarios de agua marina.